# Pseudomyrmex peruvianus
Pseudomyrmex peruvianus es una especie de hormiga del género Pseudomyrmex, subfamilia Pseudomyrmecinae. Esta especie fue descrita científicamente por Wheeler en 1925.

## Distribución
Se encuentra en Perú.